# باشگاه ورزشی کوروشین
اس‌سی کوروشین یک باشگاه فوتبال از گویان فرانسه است.